# Villafranca Piemonte
Villafranca Piemonte, comunemente Villafranca (Vilafranca o La Vila in piemontese), dal 1934 al 1950 Villafranca Sabauda, è un comune italiano di 4 605 abitanti della città metropolitana di Torino, in Piemonte.

## Geografia fisica
Villafranca è situato a sud ovest di Torino, lungo la direttrice che da Pinerolo conduce a Racconigi: si trova a circa cinquanta chilometri da Torino, venti da Pinerolo e altrettanti da Saluzzo.
Si trova in piena pianura alluvionale, non lontano dalle montagne. È bagnato dalle acque dei torrenti Pellice e Chisone e dal fiume Po.
La posizione è particolarmente favorevole per l'agricoltura: nel suo circondario in passato venivano coltivati soprattutto frumento e foraggio, oggi vi è quasi esclusivamente la produzione intensiva di granoturco.
Oltre al nucleo centrale, vi sono sette frazioni, altri nuclei di abitazioni più piccoli ed una grande quantità di case isolate.

## Storia
Nel 1336 un incendio distrugge gran parte del paese, compresi i tanti molini.
Alla fine del Trecento, la danneggiata chiesa di Santo Stefano fu riedificata, probabilmente grazie all'interessamento di Aimone di Savoia.
Nel 1515 i francesi guidati da Jacques de La Palice sconfiggono le truppe pontificie a Villafranca Piemonte e catturano il loro condottiero, Prospero Colonna, assieme al fido Pietro Margano.

## Monumenti e luoghi d'interesse

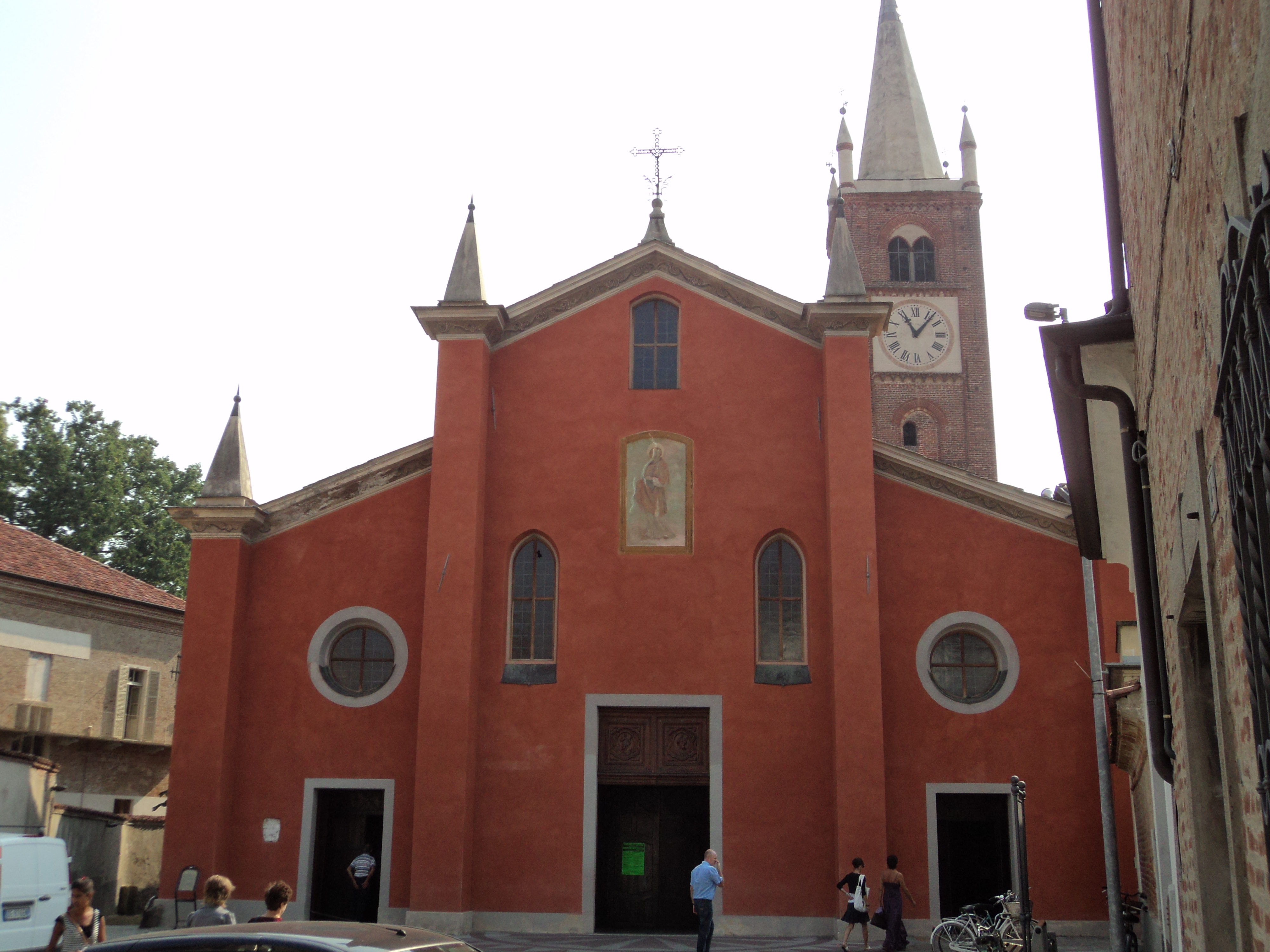
La chiesa parrocchiale di Santo Stefano.

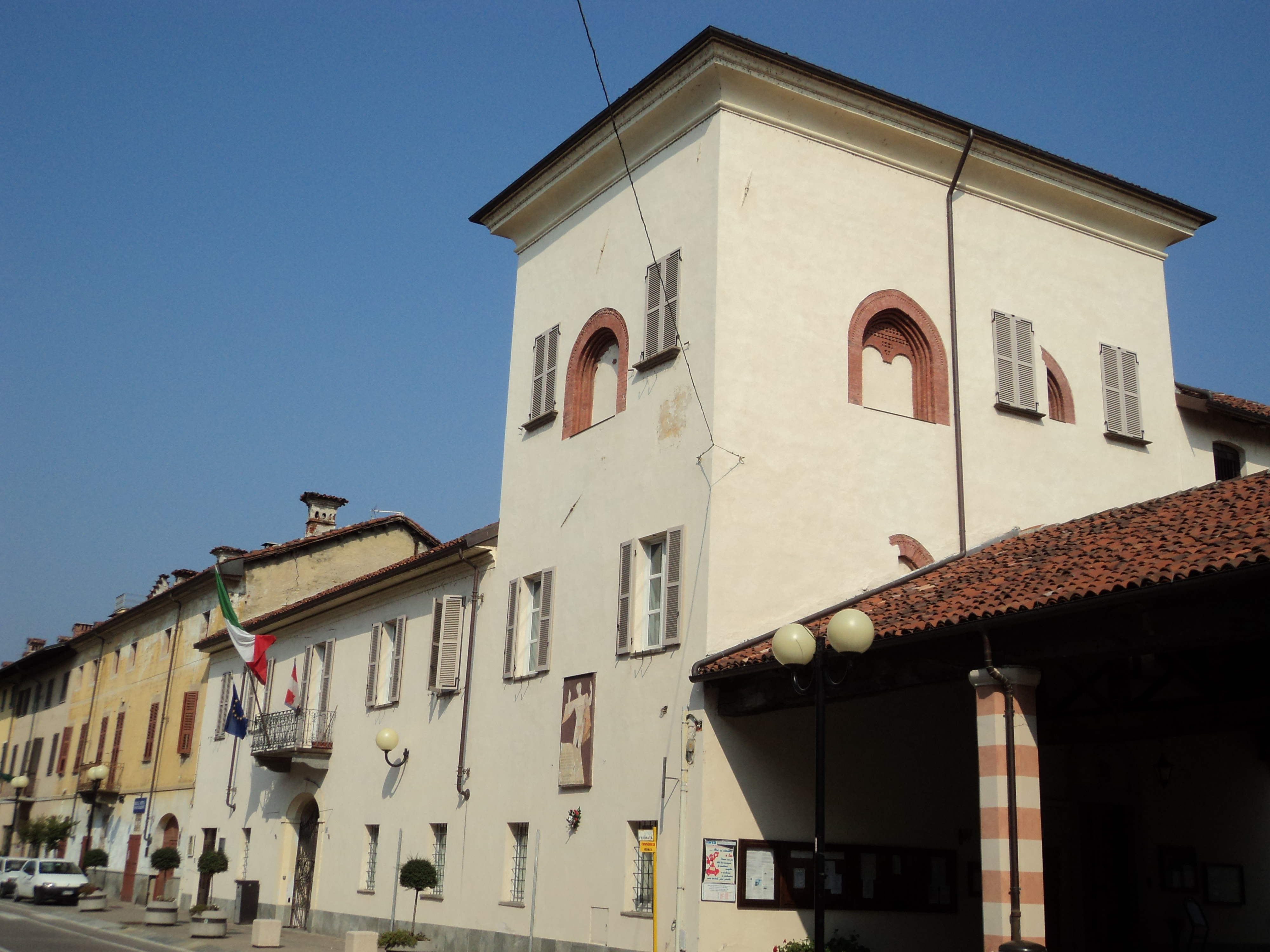
Il palazzo comunale.

Con i suoi 800 anni di storia Villafranca Piemonte vanta un ricchissimo patrimonio artistico e culturale, composto da cappelle e chiese.

Le principali sono:
- Cappella di Missione
- Casaforte di Marchierù (Marcerù)
- Chiesa della Beata Vergine delle Grazie detta "del Monastero"
- Chiesa dell'Annunziata
- Chiesa di San Bernardino
- Chiesa di San Giovanni Battista
- Chiesa di Santa Maria Maddalena
- Chiesa di Sant'Antonio
- Chiesa parrocchiale dei Santi Maria Maddalena e Stefano
- Santuario della Madonna del Buon Rimedio, in frazione Cantogno

Ed inoltre:
- Museo pinacoteca "MARGHERITA" del pittore Mattia Fassi
- Palazzo ed Ala Comunale
- Palazzo Rebuffo di San Michele
- Podere Pignatelli
- Torre del castello

## Società

### Evoluzione demografica
Abitanti censiti

## Economia
Villafranca Piemonte originariamente era un paese legato alla pesca e questo giustifica il fatto che la festa patronale si chiama Sagra dei Pescatori.
Ancora oggi la zona fluviale ospita una ricca fauna ittica: la trota marmorata, lo scazzone, la sanguinerola, il vairone.
Importante nell'economia villafranchese è l'agricoltura, ben sviluppata fin dalle origini del paese grazie alla campagna molto fertile che la circonda.
Negli ultimi anni ha visto un notevole incremento il settore dell'allevamento bovino (produzione di carne e latte). Nel territorio del comune di Villafranca operano, inoltre, alcune aziende specializzate nell'allevamento dei suini e nelle colture cerealicole (soprattutto mais).
Sono presenti diverse realtà artigianali che vanno dalle lavorazioni alimentari, tra le quali spiccano i panettoni, i formaggi e i salumi, a quelle del legno e del ferro: serramenti in legno, cancelli in ferro battuto e la costruzione di attrezzi agricoli e una ditta di autobus.

## Infrastrutture e trasporti
Fra il 1884 e il 1986 l'abitato era servito da una fermata posta lungo la ferrovia Airasca-Saluzzo.

## Amministrazione
| Periodo | Periodo   | Primo cittadino  | Partito      | Carica  | Note       |
| ------- | --------- | ---------------- | ------------ | ------- | ---------- |
| 1985    | 1990      | Adriano Airaudo  | DC           | Sindaco | [ 5 ]      |
| 1990    | 1995      | Adriano Airaudo  | DC           | Sindaco | [ 5 ]      |
| 1995    | 1999      | Baudracco Mattia | lista civica | Sindaco | [ 6 ]      |
| 1999    | 2004      | Bonino Flavio    | lista civica | Sindaco | [ 7 ]      |
| 2004    | 2009      | Bottano Agostino | lista civica | Sindaco | [ 8 ]      |
| 2009    | 2014      | Bottano Agostino | lista civica | Sindaco | II mandato |
| 2014    | 2019      | Bordese Marina   | lista civica | Sindaco | [ 10 ]     |
| 2019    | in carica | Bottano Agostino | Lista civica | Sindaco | [ 11 ]     |

### Gemellaggi
- Belhomert-Guéhouville[senza fonte]
- El Trébol[senza fonte]
- Saint-Maurice-Saint-Germain[senza fonte]

## Sport

### Calcio
La principale squadra di calcio della città è l'A.S.D. Villafranca Calcio che milita nel girone C piemontese e valdostano di Promozione. I colori sociali sono il rosso ed il giallo. È nata nel 1959.